# Mészáros Dóra

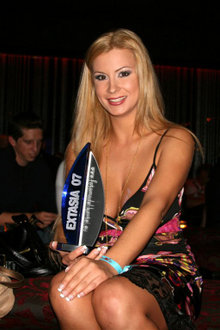
Dóri a "Extasia" kiállításon

Mészáros Dóra (művészneve: Dorothy Black) (Budapest, 1977. október 2. –) magyar modell, sztriptíztáncosnő, pornószínésznő és tévésztár. Hivatalos oldala: https://meszarosdora.hu/.

## Fiatalkora
Mészáros Dóra ének-zene tagozatos általános iskolában végzet, itt hét évig tanult hegedülni - játszott gyermek szimfonikus zenekarban. Érettségi után elvégzett egy középfokú lakberendezési iskolát, majd jelentkezett az Eszterházy Károly Tanárképző Főiskola könyvtáros és informatika szakra, ahol sikeresen diplomát szerzett.

## Karrier
A főiskolás évei alatt kezdett el erotikus munkákkal foglalkozni, dolgozott webkamerás portálon és szerepelt felnőttfilmekben. Kezdetben átlagos pornófilmekben szerepelt férfiakkal, később már ilyeneket nem vállalt el. 2004-től már kizárólag leszbikus és szolójeleneteket vállalt. Számos felnőttfilmben szerepelt; magyar, európai és amerikai produkcióban, mint a Private, Marc Dorcel, Hustler, 21 Sextury, Evil Angel, Viv Thomas, Luxx Video és sok más stúdió. Dóra több mint 80 produkcióban kapott szerepet, köztük olyan ismert felnőttfilmes szereplőkkel készített filmet, mint Diamond Aleska, Aletta Ocean, Michelle Wild, Anissa Kate.
Karrierje kezdete óta gyakran dolgozott reklámarcként, fotói láthatóak voltak plakátokon és naptárakon. 2002 márciusában felkerült a magyar Playboy címlapjára. Történelmi forduló pont volt az újság számára is, mert addig sportolónők, színésznők és énekesnők kerültek címlapra, így megnyitva az utat más modellek számára is, mint Bódi Sylvi, Pantinchin Edina, Michelle Wild és sokan mások. A címlapszereplés számára is meghozta az áttörést. Rengeteg nyomtatott színes újság címlapján látható volt, 2003-ban szerepelt a magyar Hustlerben, 2005 júniusában a magyar CKM címlapján, 2006 áprilisában szintén a magyar CKM-ben, 2007-ben a Club54 címlapján, 2008 magyar Maxim címlap, 2016 magyar Playboy Plus, 2017-ben a Volo Magazine, 2018-ban a magyar Playboy Plus, 2018-ban Delicate Magazin. 2009 magyar Playboy címlap. Külföldi újságokban is szerepelt, mint a horvát Playboy 2010-ben, dél-afrikai Playboy 2012-ben és 2014-ben, portugál Penthouse 2012-ben, szlovén Playboy 2013-ban, holland Playboy 2014-ben.
2007-ben megnyerte a legjobb európai sztárnak járó díjat a zürichi Extasia 2007 erotikus kiállításon. A rendezvény szervezői végig egyenrangú partnerkét kezelték a szintén meghívott világhírű pornószínész Tera Patrickkal.
Jelenleg férjével Budapesten él.

## Filmek és szerepek

### Felnőttfilmek
- A mamák és lányok (2009)
- Elegancia (2011)
- Euroglam 2 - Budapest (2002)
- Forró csajok
- Legmélyebb szerelem
- MILF történetek
- Rózsaszín a rózsaszínen 3
- Rúzs és fehérnemű (2005)
- Sappho nővérek 2
- Szereti a nagy melleket (2010)
- Vak randi (2017)

### Tévészerepek
- Pro4 csatorna Topless Időjárás-jelentés (2012)
- Kapsz egy Fülest! 8. rész / 8. adás (2017)
- Ezek megőrültek 2. – 19. adás 1. rész / tv2.hu (2011)
- Hal a tortán -  TV2 (2008 és 2009)
- Tankcsapda Aréna jubileumi koncert (2017)